# Rebilus lamington
Rebilus lamington là một loài nhện trong họ Trochanteriidae. Loài này phân bố ở Queensland và New South Wales.